# Kestenjasta žabousta
Kestenjasta žabousta (lat. Batrachostomus stellatus) je ptičja vrsta roda Batrachostomus. Živi u Bruneju, Indoneziji, Maleziji, Singapuru i Tajlandu. Prirodna staništa su joj tropske i suptropske šume na nadmorskoj visini 500 – 920 m. Prijeti joj gubitak staništa jer u 12 godina je nestalo 30 % tropskih i suptropskih šuma, ali nije potpuno ugrožena. Hrani se kukcima.  

## Vanjske poveznice
|  | Zajednički poslužitelj ima još gradiva o temi Batrachostomus stellatus |
|  | Wikivrste imaju podatke o taksonu Batrachostomus stellatus             |